# Brachysteleum mucronatum
Brachysteleum mucronatum là một loài rêu trong họ Ptychomitriaceae. Loài này được Müll. Hal. mô tả khoa học đầu tiên năm 1899.